# Lenguas de la región de Darwin

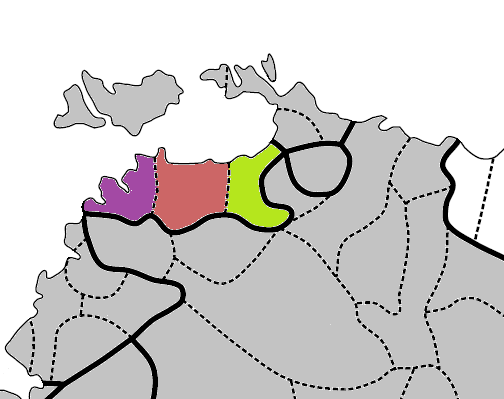
Lenguas de la región de Darwin de oeste a este: laragiya, limilngano y umbugárlico

Las lenguas de la región de Darwin son una pequeña familia lingüística de lenguas aborígenes australianas mal documentadas que se hablaron en el norte de Australia. Como familia lingüística fueron propuestas por Mark Harvey. El grupo une las dos lenguas limilnganas con dos que previamente se habían considerado lenguas aisladas:
- Laragiya (casi extinto)
- Limilngano: Limilngan (†), Wulna (extinto)
- Umbugárlico: Umbugarla (†), Ngurmbur (†), ?Bugurnidja

Tryon (2007) lista las siguientes variedades de umbugarla–ngumbur:
Ngunbudj (Gonbudj), Umbugarla, Bugunidja, Ngarduk, Ngumbur.
Sin embargo, nada se conoce del ngunbudj o ngarduk, que se extinguieron por la Segunda Guerra Mundial.